# サン・ジョヴァンニ・インカーリコ
サン・ジョヴァンニ・インカーリコ（伊: San Giovanni Incarico）は、イタリア共和国ラツィオ州フロジノーネ県にある、人口約3,000人の基礎自治体（コムーネ）。

## 地理

### 位置・広がり

#### 隣接コムーネ
隣接するコムーネは以下の通り。
- アルチェ
- チェプラーノ
- コルフェリーチェ
- ファルヴァテッラ
- パステナ
- ピーコ
- ポンテコルヴォ
- ロッカセッカ

### 気候分類・地震分類
サン・ジョヴァンニ・インカーリコにおけるイタリアの気候分類 (it) および度日は、zona D, 1499 GGである。
また、イタリアの地震リスク階級 (it) では、zona 2B (sismicità media) に分類される。